# Exposition pan-américaine

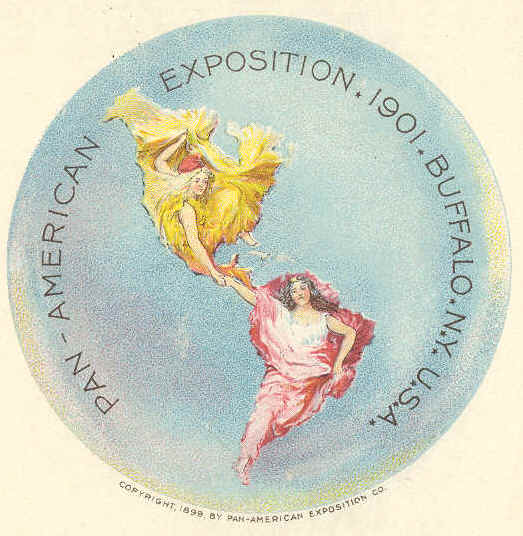
Logo officiel de l'Exposition pan-américaine, créé par Raphael Beck.

L'Exposition pan-américaine est une exposition internationale qui s'est tenue à Buffalo dans l'État de New York aux États-Unis, du 1er mai au 2 novembre 1901. 
On y a exposé entre autres le premier appareil à rayons X dont la découverte a valu la même année le prix Nobel de physique à Wilhelm Röntgen. 
La manifestation a également été marquée par l'assassinat du président William McKinley, le 6 septembre 1901 dans la salle de concert de l'exposition, le Temple of Music.
L'affiche officielle est l’œuvre d'Alice Russell Glenny.